# 黎塞留河畔圣让
黎塞留河畔圣让（法語：Saint-Jean-sur-Richelieu，法語發音：[sɛ̃ ʒɑ̃ syʁ ʁiʃ(ə)ljø]）是加拿大魁北克省的城市，位于蒙特利尔东南40公里处。